# Candida albicans
Candida albicans é uma espécie de fungo diplóide que causa, oportunamente, alguns tipos de infecção oral, peniana e vaginal nos seres humanos. As infecções causadas por fungos emergiram como uma das principais causas de morte em pacientes com algum tipo de imunodeficiência (como é o  caso dos portadores da AIDS e das pessoas que estão passando por algum tipo de quimioterapia). Além disso, esse fungo pode ser perigoso para pacientes cuja saúde já esteja enfraquecida, como por exemplo os pacientes de uma unidade de tratamento intensivo. Devido a estes fatores, a Candida albicans tem despertado grande interesse das pesquisas na área de saúde e da medicina.
A Candida albicans está entre os muitos organismos que vivem na boca e no sistema digestivo humano. Sob circunstâncias normais, a Candida albicans pode ser encontrada em 80% da população humana sem que isso implique em quaisquer efeitos prejudiciais a sua saúde, embora o excesso resulte em uma infecção chamada Candidíase.

## Epidemiologia
A virulência e patogenicidade da Candida albicans estão ligadas a diversos factores, sendo a formação de hifas, a estrutura da sua superfície celular (que, durante o contacto com células do hospedeiro, se adapta, sendo determinante para uma eficaz adesão e penetração), alterações fenotípicas (transição espontânea entre a forma típica de levedura, branca e circular, e uma forma opaca, em forma de pequenos bastões) e produção de enzimas extracelulares hidrolíticas os mais estudados ao longo dos últimos anos.
A patogenicidade da Candida albicans não pode ser atribuída a apenas um fator isolado; é da produção concomitante dos diversos factores que este organismo se transforma numa célula adaptada à invasão dos tecidos de um hospedeiro imunodeprimido. Como forma de resistência, tem capacidade de se multiplicar unicelularmente por gemulação. Na presença de compostos que induzem à sua patogenicidade, e.g. soro de mamíferos, a Candida albicans expressa os seus fatores de virulência, tal como a formação de hifas; estas capacitam a célula para exercer força mecânica, ajudando na sua penetração nas superfícies epiteliais, e uma vez na corrente sanguínea, têm uma ação danosa sobre o endotélio, o que permite que a Candida albicans invada os tecidos profundos do organismo (Kunamoto et al, 2005)(em casos mais graves, a invasão dos tecidos hepático e pancreático).
Em determinadas condições a Candida albicans desenvolve-se como uma pseudo-hifa, que se caracteriza por uma célula alongada que se propaga por uma gemulação unipolar, apresentando um aspecto de um cordão de contas.

## Transtorno do déficit de atenção e hiperatividade
Um estudo publicado em 2023 mostra que as crianças com Transtorno do déficit de atenção e hiperatividade apresentam muito maior abundância de Candida albicans e menor de outras espécies de fungos.